# Villaseca de la Sagra
Villaseca de la Sagra és un municipi de la província de Toledo, a la comunitat autònoma de Castella la Manxa. Limita amb Villaluenga de la Sagra, Cobeja, Alameda de la Sagra, Añover de Tajo, Aranjuez, Mocejón i Magán.

## Demografia
| 1996  | 1998  | 1999  | 2000  | 2001  | 2002  | 2003  | 2004  | 2005  | 2006  |
| ----- | ----- | ----- | ----- | ----- | ----- | ----- | ----- | ----- | ----- |
| 1.580 | 1.598 | 1.598 | 1.563 | 1.581 | 1.573 | 1.579 | 1.592 | 1.614 | 1.581 |

## Administració
| Període      | Nom de l'alcalde/-essa | Partit polític | Data de possessió |
| ------------ | ---------------------- | -------------- | ----------------- |
| 1979 - 1983  |                        |                | 19/04/1979        |
| 1983 - 1987  |                        |                | 28/05/1983        |
| 1987 - 1991  |                        |                | 30/06/1987        |
| 1991 - 1995  |                        |                | 15/06/1991        |
| 1995 - 1999  |                        |                | 17/06/1995        |
| 1999 - 2003  | Jesús Hijosa Lucas     | PP             | 03/07/1999        |
| 2003 - 2007  | Jesús Hijosa Lucas     | PP             | 14/06/2003        |
| 2007 - 2011  | Jesús Hijosa Lucas     | PP             | 16/06/2007        |
| 2011 - 2015  | n/d                    | n/d            | 11/06/2011        |
| 2015 - 2019  | n/d                    | n/d            | 13/06/2015        |
| 2019 - 2023  | n/d                    | n/d            | 15/06/2019        |
| Des del 2023 | n/d                    | n/d            | 17/06/2023        |

## Personatges il·lustres
- Juan Pascual de Mena, escultor.
- Manuel Márquez Rodríguez, oftalmòleg.
- Amós Acero Pérez, mestre i polític socialista.